# Niwa Nagashige
Niwa Nagashige (丹羽長重?   11 de mayo de 1571 - 30 de abril de 1637) fue un daimio japonés bajo el servicio del clan Oda. Nagashige fue el hijo mayor de Niwa Nagahide y acompañó a su padre durante sus campañas en contra de Shibata Katsuie. Durante la Batalla de Komaki y Nagakute, a la edad de trece años, lideró las tropas del clan Niwa en lugar de su padre, quien se encontraba enfermo.

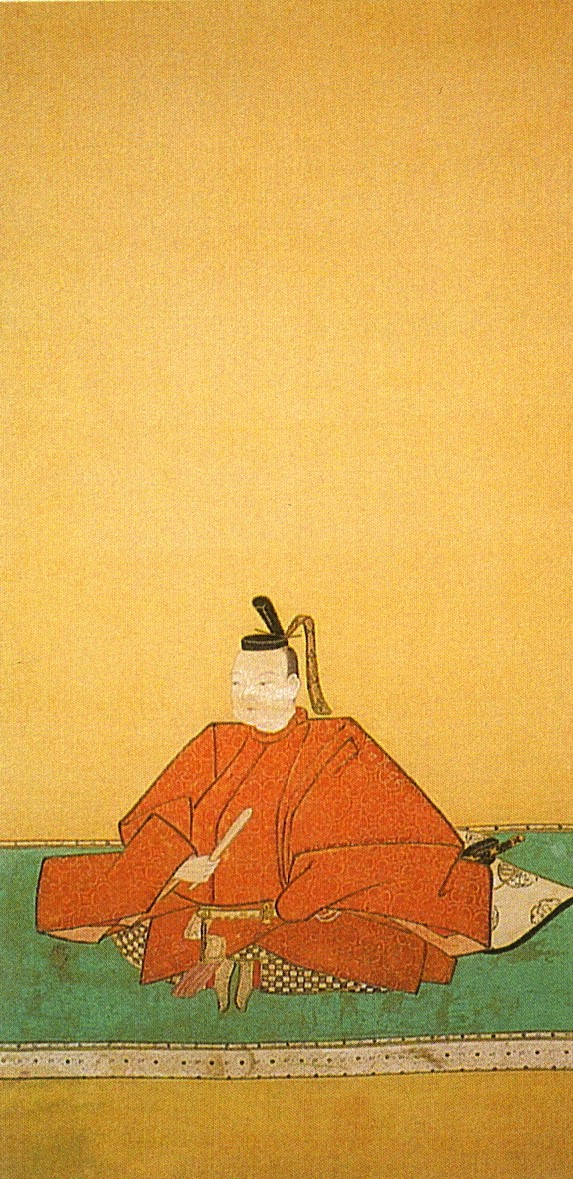
Niwa Nagashige.

En 1600, durante la Batalla de Sekigahara, Nagashige se alió con el bando de Ishida Mitsunari y peleó en contra de Maeda Toshinaga, por lo que después de la derrota sus tierras fueron confiscadas. Su estatus de daimio lo recuperó en 1603, cuando el clan Tokugawa le reintegró un han de 10 000 koku en Futsuto, en la Provincia de Hitachi. Durante el Asedio de Osaka Nagashige peleó en el bando de Ieyasu Tokugawa, por lo que aumentó su estipendio y fue trasladado al han de Edosaki, de 20 000 koku. Nagashige fue promovido de nuevo en 1622, cuando fue trasladado al dominio de Tanakura y su estipendio aumentó a 50 000 koku. Su última promoción tuvo lugar en 1627, cuando se le confirió el Dominio de Shirakawa, valuado en 100 700 koku donde construyó el Castillo Shirakawa.
Nagashige falleció en 1637.